# Anne Laval
Pour les articles homonymes, voir Laval.
 (juillet 2025).
Anne Laval, née le 22 février 1979 à Tahiti, est une illustratrice et autrice  française.

## Biographie
Après des études à la fac d’arts plastiques de Strasbourg, Anne Laval rejoint l'atelier d’illustration de l'école supérieure des arts décoratifs de Strasbourg.

## Carrière professionnelle
Anne Laval dessine pour différents titres de presse et d'édition (Actes sud, Gallimard, Naïve, Bayard, The New Yorker, Télérama, la revue XXI). Les techniques utilisées varient selon ses compositions entre collage, peinture, sérigraphie ou crayons de couleur.
Depuis 2005, elle dirige avec Violaine Leroy, Les Rhubarbus, un groupe d'expériences créatives regroupant artistes, illustrateurs et auteurs,.

### Albums
- 2007 : Le Rendez-vous de Zachari, Éditions Sarbacane
- 2008 : Marcel à des poux de Christine Noyer, Actes Sud Junior
- 2008 : Les pieds dans le plat de Pascal Parisot, Éditions Milan
- 2009 : Angèle, ma Babayaga de Kerménéven de Richard Couaillet, Actes Sud Junior
- 2010 : La Rentrée de Marcel de Christine Noyer, Actes Sud Junior
- 2010 : Comme si... de Christine Beigel, Sarbacane
- 2013 : La vie de château de Pascal Parisot, Naïve
- 2013 : La Tête en vacances de Vincent Cuvellier, Actes Sud Junior
- 2014 : Qui sèche ? Livre-jeu de culture générale de Véronique Jacob, Gallimard
- 2016 : La Boîte à histoires, Éditions White Star
- 2017 : Le nombril du monde, Éditions du Rouergue
- 2020 : Une belle journée, Editions du Rouergue
- 2021 : La fille de l'autocar, Cheyne editions
- 2023 : Ce qui nous lie, Editions les Fourmis rouges